# Blondi
Blondi (n. 1941 - d. 29 aprilie 1945) a fost ciobănescul german al lui Adolf Hitler. Acesta l-a primit în dar pe când era pui de la Martin Bormann în 1941. Blondi a rămas alături de Hitler chiar și după mutarea sa în Führerbunker pe 16 ianuarie 1945.
Lui Hitler i-a plăcut foarte mult de Blondi, pe care o ținea alături și o lăsa să doarmă în patul lui în buncăr. Potrivit secretarei lui Hitler, Traudl Junge, această afecțiune nu a fost împărtășită și de Eva Braun, partenera lui Hitler, care i-a preferat pe cei doi terrieri scoțieni, Negus și Stasi.
Blondi a jucat un rol important în propaganda nazistă, promovând imaginea lui Hitler de iubitor de animale. Câinii ca Blondi erau porecliți „germanische Urhunde” (câini primordiali germanici), fiind apropiați de lup, și au devenit foarte la modă în perioada nazistă. Pe 29 aprilie 1945 Hitler și-a exprimat îndoielile cu privire la capsulele cu cianură pe care le-a primit prin SS-ul condus de Heinrich Himmler și pentru a verifica potența lor, i-a ordonat doctorului Werner Haase să testeze o capsulă pe Blondi, care a murit după doza administrată.

## Puii lui Blondi
În martie sau la începutul lui aprilie (probabil 4 aprilie) 1945 ea a făcut cinci cățeluși cu ciobănescul german al lui Gerdy Troost, Harras. Hitler l-a numit pe unul dintre ei „Wulf”, porecla lui preferată și semnificația propriului său prenume, Adolf („lup nobil”), și a început să îl antreneze. Unul dintre căței i-a fost rezervat sorei Evei Braun, Gretl. Eva i-a trimis lui Gretl o scrisoare care conținea o fotografie cu Blondi și trei dintre cățelușii ei, cel al lui Gretl fiind indicat cu o săgeată.

## Alți câini
În timpul serviciului său militar din Primul Război Mondial, Hitler a salvat un Fox Terrier alb rătăcit pe nume „Fuchsl” (vulpișor). Hitler avea o mare afecțiune pentru câine, iar atunci când nu era la datorie pe front își petrecea mare parte din timp jucându-se cu el în cazarmă. Hitler a fost profund supărat când l-a pierdut.
În 1921, pe când trăia în sărăcie, Hitler a primit un ciobănesc german pe nume „Prinz”, pe care însă fusese forțat să îl ducă în altă parte. Cu toate acestea, ea a reușit să scape și să se întoarcă la el. Hitler, care a adorat loialitatea și supunerea câinelui, a dezvoltat ulterior o mare atracție pentru această rasă.
El a avut și un alt ciobănesc german pe nume „Muckl”. Înainte de Blondi, Hitler a avut doi ciobănești germani, o mamă născută în 1926 și o fiică născută cu aprox. în 1930, ambele numite Blonda. În unele fotografii din anii '30 tânăra Blonda este etichetată incorect ca fiind Blondi (majoritatea descrierilor de pe fotografii au fost scrise mai târziu).
În mai 1942 Hitler a cumpărat un alt ciobănesc german „de la un funcționar minor din oficiul poștal din Ingolstadt” pentru a-i ține companie lui Blondi, pe care a numit-o Bella. Potrivit lui Traudl Junge, Eva Braun era foarte atașată de cei doi terrieri scoțieni ai ei, pe nume Negus și Stasi, și de obicei îi ținea departe de Blondi.

## Moartea lui Blondi și a celorlalți câini
În cursul zilei de 29 aprilie 1945 Hitler a aflat de moartea aliatului său, Benito Mussolini, datorată partizanilor italieni. Acest lucru împreună cu faptul că Armata Roșie se apropia de locația sa i-au întărit lui Hitler hotărârea de a nu permite ca el sau soția lui să fie capturați. În acea după-amiază Hitler și-a exprimat îndoielile cu privire la capsulele cu cianură pe care le-a primit prin SS-ul lui Heinrich Himmler. La acel moment Hitler îl considera pe Himmler un trădător. Pentru a verifica conținutul capsulelor, Hitler - care intenționa oricum să o omoare pe Blondi pentru a nu cădea în mâinile rușilor - i-a ordonat doctorului Werner Haase să testeze una pe Blondi, iar câinele a murit după administrare.  Hitler devenise complet inconsolabil.
Potrivit unui raport comandat de Iosif Stalin și bazat pe relatările martorilor oculari, Feldwebel Fritz Tornow, cel care avea în grijă câinii lui Hitler, a luat cățelușii lui Blondi și i-a împușcat în grădina din spatele buncărului pe 30 aprilie, după ce Hitler și Eva Braun s-au sinucis. El i-a omorât de asemenea pe cei doi câini ai Evei, câinii Gerdei Christian, dar și pe propriul său Teckel. Tornow a fost capturat ulterior de Aliați. Erna Flegel, care l-a cunoscut pe Hitler și a lucrat la stația de urgență din Cancelaria Reichului, a declarat în 2005 că moartea lui Blondi a afectat oamenii din buncăr mai mult decât sinuciderea Evei Braun. După ce bătălia Berlinului s-a încheiat, rămășițele lui Hitler, ale Evei Braun și a doi câini (presupuși a fi Blondi și urmașul ei Wulf) au fost descoperite într-un crater de bombă de o unitate a SMERȘ, agenția sovietică de contrainformații. Câinele crezut a fi Blondi a fost exhumat și fotografiat de sovietici.